# Hetreulophidae
Die Hetreulophidae bilden eine Hautflüglerfamilie innerhalb der Überfamilie der Erzwespen (Chalcidoidea).
Das Taxon geht auf den US-amerikanischen Entomologen Alexandre Arsène Girault zurück, der im Jahr 1915 die Tribus Hetreulophini einführte. Die Typusgattung ist Hetreulophus Girault, 1915. Burks et al. führten 2022 aufgrund molekularbiologischer und morphologischer Studien eine Aufspaltung und Umgliederung der Pteromalidae durch. Im Rahmen dieser Revision wurde die Tribus aus der damaligen Unterfamilie Colotrechninae herausgelöst und in den Rang einer eigenständigen Familie erhoben.

## Merkmale
Burks et al. (2022) beschreiben die Familie Hetreulophidae anhand folgender morphologischer Eigenschaften: Die Fühler besitzen 9 Geißelglieder. Diese Anzahl beinhaltet die eingliedrige Keule. Der Clypeus ist ohne eine quer gerichtete subapikale Furche. Das flexible Labrum wird vom Clypeus verdeckt. Die Mandibeln weisen 3 Zähne auf. Die subforaminale Brücke ist mit Postgena und mit Ausnahme der kleinen postgenalen Brücke dorsal zum Hypostoma von der unteren Tentoriumsbrücke getrennt. Das Mesoscutellum ist mit einem kurzen Frenum, mit axillularer Längsfurche (Sulcus) sowie einer erweiterten, konvexen Axillula. Der mesopleurale Bereich ist ohne erweitertem Acropleuron. Das Mesepimeron reicht über den Vorderrand des Metapleurons. Das Propodeum weist ein kleines ovales Stigma auf, dessen Abstand vom propodealen Vorderrand größer als seine Länge ist. Alle Beine weisen 5 Tarsenglieder auf. Der protibiale Sporn ist kräftig und gebogen. Der basitarsale Kamm ist längs gerichtet.

## Innere Systematik
Nach Burks et al. (2022) zählen zu den Hetreulophidae folgende Gattungen:
- Hetreulophus Girault, 1915 – 3 Arten; in Australien[2]
- Omphalodipara Girault, 1923 – 2 Arten; in Australien[3]
- Zeala Bouček, 1988 – 1 Art (Z. walkerae); in Neuseeland[4]